# Светлице
Светлице (слч. Svetlice) насељено је мјесто са административним статусом сеоске општине (слч. obec) у округу Медзилаборце, у Прешовском крају, Словачка Република.

## Становништво
| Година:    | 1994. | 2004.    | 2014.    | 2024.    |
| ---------- | ----- | -------- | -------- | -------- |
| Број људи: | 225   | 152      | 109      | 80       |
| Разлика:   |       | -32,44 % | -28,28 % | -26,60 % |

| Година:    | 2023. | 2024.   |
| ---------- | ----- | ------- |
| Број људи: | 79    | 80      |
| Разлика:   |       | +1,26 % |

Према подацима о броју становника из 2024. године насеље је имало 80 становника.